# Château de Chambonas
Le château de Chambonas se situe dans la commune de Chambonas dans le département de l'Ardèche.

## Historique
Le château commande et défend le passage du Chassezac qui coule en contrebas et qui est enjambé par un vieux pont roman dans la perspective des terrasses du parc. Dès le XIe siècle, s’éleva là une tour qui fut englobée dans les constructions ultérieures. Il s’agirait de la tour nord, remaniée, de l’édifice actuel. La terre était à l’origine un fief ecclésiastique. Son possesseur, l’évêque d’Uzès, en fit don à l’abbé de Saint-Gilles qui appela à la surveillance du gué (remplacé plus tard par le pont) un chevalier de La Garde-Guérin. Celui-ci devint ainsi le premier seigneur de Chambonas. Le domaine resta dans la famille jusqu’à 1808.
Le château est une maison forte du XVe siècle, plusieurs fois agrandie et modifiée, par exemple lors des guerres de Religion du XVIe siècle (particulièrement fratricides en Vivarais) : Chambonas reçut alors un complément de tours et de mâchicoulis destinés à en faire une place forte et qui lui donnent sans doute son aspect actuel. Par la suite furent aménagées les terrasses et les jardins dont le dessin, selon la tradition, serait dû à Le Nôtre. Des sources furent captées à une demi-lieue de là pour alimenter les fontaines. Puis la décoration intérieure fit l’objet d’importants travaux dans le courant du XVIIIe siècle.
Le marquis de Chanaleilles, par acte du 13 février 1808, acquiert le château de Aloph, Charles de La Garde de Chambonas, fils du dernier ministre des Affaires étrangères de Louis XVI, Scipion, Charles, Victor, Auguste de La Garde, troisième marquis de Chambonas. Ce dernier s’était ruiné (notamment au jeu), avait contracté d’immenses dettes et son fils n’eut pas d’autre choix que de vendre le château et ses terres pour régler la situation de son père.

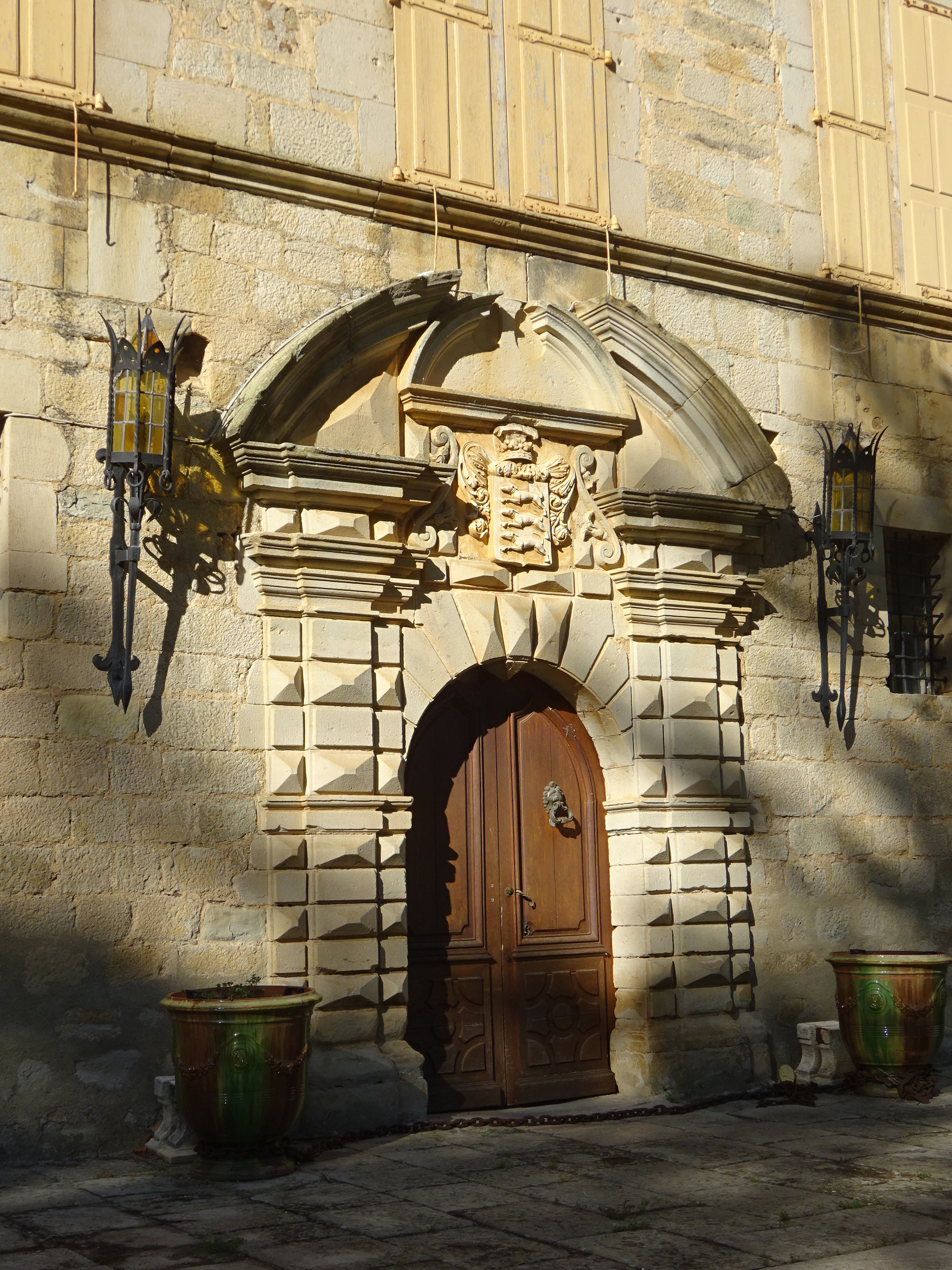
Porte à bossage en pointe de diamant surmontée du blason de la famille de Chanaleilles.

Au XIXe siècle, les Chanaleilles, restaurèrent pendant quarante ans le château qui avait servi de garnison à une compagnie d’infanterie entre 1792 et la date à laquelle ils l’avaient acquis. Sans dénaturer son aspect de maison forte, une aile fut ajoutée, construite avec des matériaux identiques à ceux du corps principal ; une bretèche fut ajoutée au-dessus de la porte, dont les bossages rappellent ceux du beau portail du château d'Aubenas.
En 1963, le domaine est doublement protégé au titre des monuments historiques : classement par arrêté du 2 avril pour les façades et toitures du château et inscription par arrêté du 16 septembre pour divers éléments (parc, escalier intérieur ainsi que trois salons).
Le domaine est resté dans la descendance des Chanaleilles jusque vers 1970. Il a ensuite été vendu et revendu après de nouveaux aménagements intérieurs et une restauration des parterres.

## Architecture
L'édifice est formé d'une imposante base quadrilatère de cinq terrasses étagées, garnie de cinq tours en poivrières aux toits de tuiles vernissées. Le château conserve de grandes pièces, dont un salon, un petit salon, un salon italien. L'intérieur est d'ailleurs façonné d'un décor italien.
En ce qui concerne les jardins, de style français, ils auraient été dessinés par Le Nôtre, ou plus vraisemblablement par ses élèves[réf. nécessaire].